# يان زويكي
يان زويكي (بالإنجليزية: Jan Zwicky)‏ (10 مايو 1955، كالغاري في كندا)؛ فيلسوفة، أستاذة جامعية، كاتِبة، موسيقية وشاعرة كندية.